# Hexacloroetano
El hexacloroetano, también conocido como percloroetano (PCA), C2Cl6, es un sólido cristalino blanco a temperatura ambiente con un olor similar al alcanfor. Ha sido utilizado por el ejército en composiciones de humo, como municiones de humo de expulsión de base (granadas de humo).

## Fabricación
El hexacloroetano es un subproducto de muchos procesos industriales de cloración. Actualmente se está fabricando directamente en la India. La reacción general se muestra a continuación. Esta reacción se produce paso a paso.
C2H6 + 6 Cl2 → C2Cl6 + 6 HCl

## Aplicaciones
El hexacloroetano se ha utilizado en la formulación de lubricantes de presión extrema. También se ha utilizado como agente de transferencia de cadena en la polimerización en emulsión de copolímero de propileno tetrafluoroetileno. El hexacloroetano se ha utilizado como antihelmíntico en medicina veterinaria, un acelerador de caucho, un componente de formulaciones fungicidas e insecticidas, así como un repelente de polillas y un plastificante para los ésteres de celulosa.
Las granadas de humo, llamadas humo de hexacloroetano (HCE) o humo de HC, utilizan una mezcla que contiene partes aproximadamente iguales de HCE y óxido de zinc y aproximadamente 6% de aluminio granular. Estos humos son tóxicos, lo que se atribuye a la producción de cloruro de zinc (ZnCl2).
El hexacloroetano se ha utilizado en la fabricación de pellets de desgasificación para eliminar las burbujas de gas hidrógeno del aluminio fundido en las fundiciones de aluminio. Este uso, así como usos similares en magnesio, se está eliminando gradualmente en la Unión Europea. Fue eliminado en 1999 en los Estados Unidos.

## Toxicidad
El hexacloretano no es particularmente tóxico cuando se toma por vía oral, pero se considera que es bastante tóxico por la adsorción de la piel. El efecto primario es la depresión del sistema nervioso central. El IDLH se administra como 300 ppm y el PEL de OSHA es de 1 ppm (piel). Se anticipa razonablemente que es un carcinógeno.